# 内流盆地
内流盆地（英語：endorheic basin）是指一個不与外界水体相连之区。
一般情形下在地球上大部分陆地地区，各种降水均通过河流流入海洋，以完成水气循环。而在内流盆地中，降水完全通过蒸发或渗漏离开地表，不与外界水系相连。内流盆地中一般均具有内流湖，但该湖泊往往易于干涸，并且盐度很高。内流盆地中心往往蕴藏着大量矿产，但同时生态系统脆弱，容易崩溃于水体污染。
世界各大洲中，大洋洲的内流盆地占全洲面积64%以上，北美洲则只有10%。总体来说，不包括南极洲，世界陆地总面积中18%为内流盆地。

## 著名的内流盆地

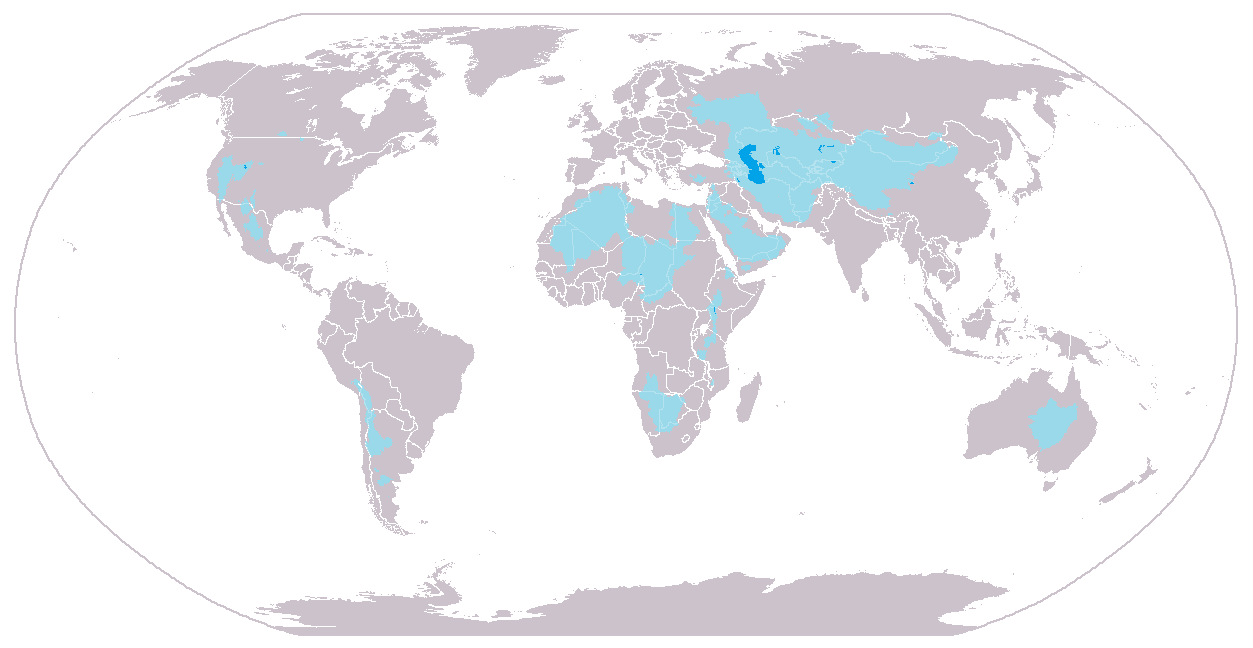
世界上的主要内流盆地，盆地是淺藍颜色，主要内流湖是藍色

- 塔里木盆地：塔里木河
- 柴达木盆地
- 惡水盆地
- 大自流盆地
- 里海盆地

## 外部連結
- Primer on endorheic lakes （页面存档备份，存于）
- The Silk Roads and Eurasian Geography （页面存档备份，存于）
- The role of climate during high plateau formation. Insights from numerical experiments